# Iwanówka (Sejny)
Pour les articles homonymes, voir Iwanówka.
Iwanówka est un village de Pologne, situé dans la gmina de Giby, dans le powiat de Sejny, dans la voïvodie de Podlachie à l'est de la Pologne.